# Bratislavský tramvajový tunel

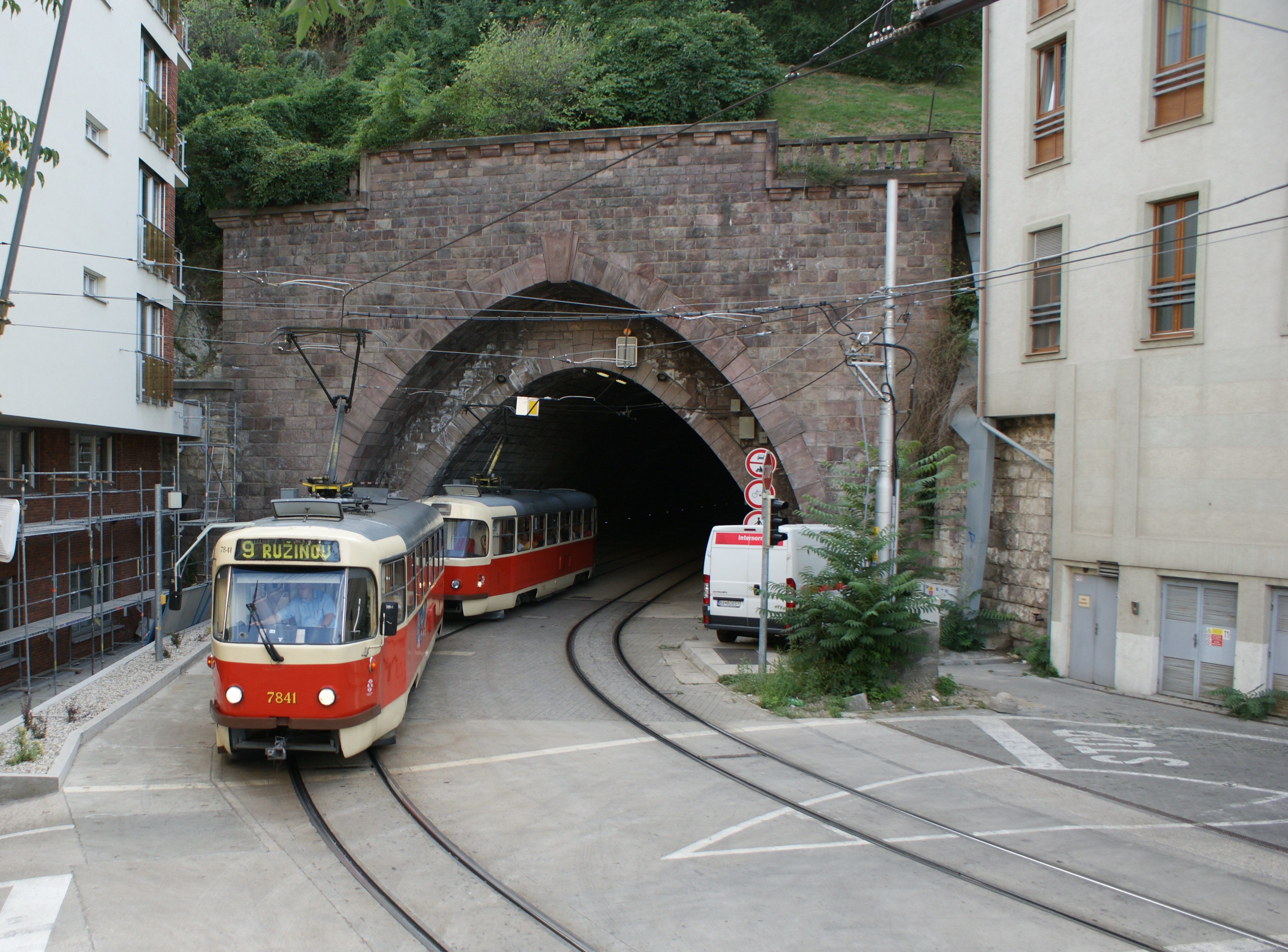
Východní portál tunelu

Bratislavský tramvajový tunel je tunel vedoucí pod Hradním vrchem v Bratislavě. Původně sloužil jako silniční, od 80. let 20. století je využíván pouze tramvajemi. Je dlouhý 792 m.

## Historie
Vybudován byl pro kvalitní spojení centra města s Karlovou Vsí a Devínem, neboť cesta po nábřeží Dunaje nebyla ve vyhovujícím stavu. První plány sahají do přelomu 20. a 30. let 20. století, k zahájení jeho výstavby došlo v roce 1943. Tunel byl realizován rakouskou tunelovací metodou. Zprovozněn byl 4. července 1949, vedla jím dvoupruhová silnice, přístupný byl zpočátku i pro pěší, kteří využívali chodníky po celé jeho délce a také odbočnou vedlejší chodbu vedoucí do ulice Palisády u Bratislavského hradu.
Vzhledem k nutnosti vytvořit kapacitnější tramvajové spojení s Karlovou Vsí, kde vyrostlo panelové sídliště, byl tunel od 2. prosince 1981 uzavřen. Poté probíhala jeho přestavba na tramvajový tunel, jenž byl otevřen 29. srpna 1983. V letech 2009 a 2010 byl kompletně rekonstruován. Kvůli dlouhodobému zatékání vody musel být v letech 2012–2013 opět uzavřen, neboť byla nutná sanace havarijního stavu.

### Protiletecký kryt
Součástí tunelu je i samostatný protiletecký kryt, tvořený 30 až 50 metrů dlohým tubusem podobného průřezu a provedení jako hlavní tunel. Přístupný je krátkou spojovací chodbou z hlavního tubusu a samostatnou štolou vedoucí na hrad.
Jako protiletecký kryt sloužil koncem druhé světové války i rozestavěný hlavní tunelový tubus, přičemž masověji byl budoucí tunel využit jako úkryt zejména po masivním bombardování rafinérie Apollo jednotkami 15. americké letecké armády 16. června 1944. Během poplachu bylo v tunelu počítáno s ukrytím přibližně 10 tisíc osob. Naposledy byl tunel jako úkryt využit během osvobozování Bratislavy začátkem dubna 1945.